# Schlacht von Quiévrain
1792

Porrentruy – Marquain – Quiévrain – Verdun – Thionville – Valmy – Lille – Mainz (1792) – Jemappes
1793

Aldenhoven I – Namur – Neerwinden – Mainz (1793) – Famars – Valenciennes (1793) – Arlon (1793) – Hondschoote – Meribel – Avesnes-le-Sec – Pirmasens – Toulon – Fontenay-le-Comte – Cholet – Lucon – Trouillas – Dünkirchen – Le Quesnoy – Menin I – Wattignies – Weißenburg I – Biesingen – Kaiserslautern I – Weißenburg II
1794

Boulou – Landrecis – Menin II – Mouscron – Martinique – Guadeloupe – Tourcoing – Tournai – Kaiserslautern II – San-Lorenzo de la Muga – 13. Prairial – Fleurus – Kaiserslautern III – Vosges – Aldenhoven II
1795

Cornwallis’ Rückzug – Genua – Groix – Hyeres – Handschuhsheim – Mainz (1795) – Mannheim – Loano
1796

Montenotte – Millesimo – Dego – Mondovì – Lodi – Borghetto – Castiglione – Mantua – Siegburg – Altenkirchen – Wetzlar – Kircheib – Kehl – Kalteiche – Friedberg  – Malsch – Neresheim – Sulzbach – Deining – Amberg – Würzburg – Neufundland – Rovereto – Bassano – Limburg – Biberach I – Emmendingen – Schliengen – Caldiero – Arcole – Irland
1797

Fall von Kehl – Rivoli (1797) – St. Vincent – Diersheim – Santa Cruz – Neuwied – Camperduin
Die Schlacht von Quiévrain war eine Reihe von Scharmützeln zwischen dem Erzherzogtum Österreich und dem Königreich Frankreich Ende April 1792 während des Ersten Koalitionskriegs.
Am 28. April kam es bei Quiévrain, gleich hinter der französisch-belgischen Grenze, zu einem kleinen Scharmützel, das mit einem Sieg der französischen Armee unter dem Kommando von General Armand-Louis de Gontaut Biron endete. Obwohl Biron vorrückte und die Stadt Mons und schließlich Brüssel einnehmen wollte, hielt er seine Truppen für nicht stark genug und beschloss den Rückzug. Am 30. April, als seine Truppen wieder an Quiévrain vorbeizogen, versetzte ein falscher Alarm über einen österreichischen Angriff die Soldaten in Panik, und sie flohen ungeordnet zurück nach Valenciennes. Sein Verbündeter Théobald Dillon, der mit Biron unter Marschall Rochambeau während dieser Invasion diente, erlitt ein noch schlimmeres Schicksal in der Schlacht von Marquain (29. April), etwa 35 Kilometer nordöstlich.